# Mareca
Mareca is een geslacht van vogels uit de familie eenden, ganzen en zwanen (Anatidae). Deze eenden werden meestal in het geslacht Anas geplaatst, maar volgens moleculair genetisch onderzoek dat in 2009 werd gepubliceerd, vormt dit geslacht een aparte clade binnen de groep van de grondeleenden. 

## Soorten
Er zijn vijf nog levende soorten binnen dit geslacht.
- Mareca americana – Amerikaanse smient
- Mareca falcata – Bronskopeend
- Mareca penelope – Smient
- Mareca sibilatrix – Chileense smient
- Mareca strepera – Krakeend

### Uitgestorven
- † Mareca marecula – Amsterdamsmient

## Fylogenetische stamboom
Hieronder de fylogenetische stamboom gebaseerd op het onderzoek van Gonzalez et al (2009).
|  | \| \| Amerikaanse smient \| \| \| \| \| \| Chileense smient \| \| \| \| |
|  |                                                                         |
|  | Smient                                                                  |
|  |                                                                         |
|  | Amerikaanse smient                                                      |
|  |                                                                         |
|  | Chileense smient                                                        |
|  |                                                                         |

|  | Amerikaanse smient |
|  |                    |
|  | Chileense smient   |
|  |                    |

|  | Bronskopeend |
|  |              |
|  | Krakeend     |
|  |              |

|  | \| \| Amerikaanse smient \| \| \| \| \| \| Chileense smient \| \| \| \| |
|  |                                                                         |
|  | Smient                                                                  |
|  |                                                                         |
|  | Amerikaanse smient                                                      |
|  |                                                                         |
|  | Chileense smient                                                        |
|  |                                                                         |

|  | Amerikaanse smient |
|  |                    |
|  | Chileense smient   |
|  |                    |

|  | Bronskopeend |
|  |              |
|  | Krakeend     |
|  |              |